# نهر الدامور
نهر الدامور، هو أحد الأنهُر الصغيرة في لبنان يقع في قضاء الشوف في محافظة جبل لبنان يبلغ عرض النهر حوالي 6 أمتار وطوله حوالي 40 كيلو متر.